# Donacoscaptes aracalis
Donacoscaptes aracalis là một loài bướm đêm trong họ Crambidae.